# Asylrecht (Schweiz)
Das schweizerische Asylrecht geht den völkerrechtlichen Verpflichtungen der Schweiz nach der Genfer Flüchtlingskonvention nach. Basis für das Schweizer Asylwesen ist das Asylgesetz (AsylG).

## Asylverfahren
Das schweizerische Asylrecht kennt die Anerkennung einer asylsuchenden Person als Flüchtling oder die vorläufige Aufnahme in der Schweiz, bei der auf den Vollzug einer Wegweisung eines nicht als Flüchtling anerkannten Ausländers – aus welchen Gründen auch immer – verzichtet wird. Vorläufig aufgenommene Personen können solange in der Schweiz verweilen, als die vorläufige Aufnahme nicht aufgehoben wird. Sie können nach der Aufhebung einer vorläufigen Aufnahme aufgefordert werden, die Schweiz innert kurz angesetzter Frist zu verlassen. Zuständig für das Asylverfahren ist das Staatssekretariat für Migration (SEM).
Ausländische Personen, die in der Schweiz ein Asylgesuch einreichen, werden als Asylsuchende bezeichnet und erhalten einen Ausweis N. Sie dürfen – einige Ausnahmen vorbehalten – das Ende des Asylverfahrens in der Schweiz abwarten.
Während des Verfahrens dürfen sie jedoch das Staatsgebiet der Schweiz nicht verlassen. Sie können einer nicht selbständigen Erwerbstätigkeit nachgehen, die von der kantonalen fremdenpolizeilichen Behörde zu bewilligen ist. Während der ersten drei Monate nach dem Einreichen eines Asylgesuchs dürfen Asylsuchende allerdings noch keine Erwerbstätigkeit ausüben. Ergeht innerhalb dieser Frist erstinstanzlich ein negativer Entscheid, so kann der Kanton die Bewilligung zur Erwerbstätigkeit
für weitere drei Monate verweigern. Personen, deren Asylgesuch gutgeheissen wird, werden als anerkannte Flüchtlinge bezeichnet. Von der Schweiz anerkannte Flüchtlinge können beim SEM einen Reiseausweis für Flüchtlinge beantragen, nicht jedoch die vorläufig Aufgenommenen, welche die Schweiz analog zu den Asylsuchenden nicht verlassen dürfen.
Wenn der Flüchtlingsstatus nicht gewährt wird, kann unter gewissen Umständen aus völkerrechtlichen, humanitären oder vollzugstechnischen Gründen auf den Vollzug der Wegweisung aus der Schweiz verzichtet werden; in diesem Fall wird eine vorläufige Aufnahme für jeweils ein Jahr angeordnet (diese wird jährlich verlängert bzw. widerrufen). Abgewiesene Asylsuchende haben die Schweiz innerhalb einer vom Staatssekretariat für Migration angesetzten Frist zu verlassen. Eine definitive Aufnahme mit dem Status eines anerkannten Flüchtlings erhalten ausschliesslich Asylsuchende, die den Kriterien nach Art. 3 Asylgesetz (AsylG) der Schweiz entsprechen und dies nach Art. 7 AsylG glaubhaft machen können. Nahe Familienangehörige eines Flüchtlings (Ehepartner und Kinder) werden ebenfalls als Flüchtlinge anerkannt. Geflüchtete aus Bürgerkriegsregionen oder Frauen, denen Genitalienverstümmelung droht, werden in der Regel vorläufig aufgenommen.
Aufgenommene haben Anspruch auf Sozialhilfe, jedoch nicht Asylsuchende mit einem rechtskräftig abgelehnten Asylgesuch und abgelaufener Ausreisefrist. Solche haben nur Anspruch auf eine sogenannte Nothilfe, die sich auf Essen, Obdach, Kleider und grundlegendste medizinische Behandlungen beschränkt. Abgewiesene Asylsuchende haben das Land innerhalb einer bestimmten, kurz angesetzten Frist zu verlassen. Menschen ohne gültigen Aufenthaltstitel können unter bestimmten Bedingungen in Ausschaffungshaft genommen werden.
Neben dem Status der Asylsuchenden und der vorläufig Aufgenommenen gibt es in besonderen Situationen den Status des vorübergehenden Schutzes. "Die Schweiz kann Schutzbedürftigen für die Dauer einer schweren allgemeinen Gefährdung, insbesondere während eines Krieges oder Bürgerkrieges sowie in Situationen allgemeiner Gewalt, vorübergehenden Schutz gewähren". Der Bundesrat entscheidet, wann der vorübergehende Schutz aktiviert wird. Das erste Mal war dies am 11. März 2022 für Personen aus der Ukraine der Fall, nach dem Angriff Russlands. Der Schutzstatus wird in einem vereinfachten Verfahren aufgrund der Zugehörigkeit zu einer bestimmten Gruppe gewährt. Ähnlich wie die vorläufige Aufnahme ist es ein befristeter, "rückkehrorientierter" Status, aber mit besseren Bedingungen in Bezug auf Arbeit, Familiennachzug und Reisefreiheit.
In den letzten Jahren tauchte auch die Thematik der sogenannten Sans-Papiers oder «Papierlosen» auf. Dieser französische Begriff wird für Ausländer ohne gültige Aufenthaltsbewilligung verwendet, was jedoch nicht bedeuten muss, dass überhaupt keine Ausweispapiere vorhanden sind. Viele Sans-Papiers leben seit Jahren illegal in der Schweiz; manche arbeiten ohne Arbeitsbewilligung, schwarz und unterbezahlt.

## Entwicklung
| Jahr | Asylgesuche |
| ---- | ----------- |
| 1999 | 47.513      |
| 2000 | 19.750      |
| 2001 | 21.854      |
| 2002 | 26.987      |
| 2003 | 21.759      |
| 2004 | 15.061      |
| 2005 | 10.795      |
| 2006 | 11.173      |
| 2007 | 10.844      |
| 2008 | 16.611      |
| 2009 | 16.005      |
| 2010 | 15.567      |
| 2011 | 22.551      |

Im Jahr 2005 stellten in der Schweiz 10.795 Personen einen Asylantrag. Je nach Statistik sind darunter ca. 2 % bis 5 % «anerkannte» Flüchtlinge. Hinzu kommt ein erheblicher (und ebenfalls unterschiedlich angegebener) Anteil von z. B. Geflüchteten aus Bürgerkriegsregionen, welche die vorläufige Aufnahme erhalten. Bei den Übrigen handelt es sich um Asylsuchende, denen der Flüchtlingsstatus oder die vorläufige Aufnahme in der Schweiz verweigert wurde.
Im Jahr 2024 wurden 25'884 Asylgesuche eingereicht, 31'957 Gesuche erledigt. 9754 Personen wurde Asyl gewährt, 5601 erhielten vorläufige Aufnahme, das entspricht einer Asylgewährungsquote von 34,6 % und einer Schutzquote (Asyl + vorläufige Aufnahme) von 54,5 %. Ende 2024 waren 17'812 Personen im Asylverfahrens- oder -Vollzugsprozess, 67'459 Personen hatten vorübergehenden Schutz, 42'979 waren vorläufig Aufgenommene, wovon 21'137, also knapp die Hälfte, seit mehr als 7 Jahren in der Schweiz weilten.
Das ursprünglich liberale Schweizer Asylrecht wurde infolge der Volksabstimmung vom 24. September 2006 verschärft – bei einer Stimmbeteiligung von 48,91 % war die Vorlage zur Änderung des Asylgesetzes mit 67,8 % der abgegebenen Stimmen angenommen worden: Neu wird auf Asylgesuche von Bewerbern ohne gültige Identitätspapiere grundsätzlich nicht mehr eingegangen – was als Nichteintretensentscheid (NEE) bezeichnet wird –, es sei denn, der Asylbewerber besitzt keine Papiere aus entschuldbaren Gründen, oder die geltend gemachte Verfolgung erweist sich nicht als offensichtlich haltlos und asylrelevant. Dieses Kriterium wurde geschaffen, um Asylbewerber dazu zu bewegen, gültige Reisepapiere den Asylbehörden zu übergeben.
Am 28. September 2012 wurde die Möglichkeit abgeschafft, ein Asylgesuch bei den Schweizer Auslandsvertretungen einzureichen. Es besteht weiterhin die Möglichkeit, ein humanitäres Visum zu beantragen.
Im Dezember 2012 wurde die Verordnung über die Ausstellung von Reisedokumenten an ausländische Personen revidiert. Asylsuchende und vorläufig aufgenommene Personen dürfen nach Artikel 9 dieser Verordnung nur noch in eng umgrenzten Fällen ein Reisedokument oder ein Rückreisevisum erhalten.
Seit 2019 erhalten Asylsuchende in der Schweiz von Anfang an Anspruch auf Rechtsberatung und Vertretung. Der Jurist Constantin Hruschka betont, dass dies Asylsuchenden erlaube, sich am Verfahren besser zu beteiligen, und dass dies in der Praxis verfahrensbeschleunigend wirke.

## Politische Diskussionen
Die Asyl- und Ausländerthematik ist in der Schweiz ein polarisierendes und emotionales Thema (zeitgleich zur Annahme der Änderung des Asylgesetzes am 24. September 2006 billigten die Stimmberechtigten auch das neue Ausländergesetz): Während rechtsbürgerliche Kreise, vor allem die SVP, Verschärfungen für notwendig halten, um «Asylmissbrauch» einzudämmen, befürchten linke Organisationen wie die SP, Hilfswerke und Kirchen negative Folgen von Verschärfungen für tatsächlich gefährdete Geflüchtete. FDP und CVP sehen in der Änderung eine Chance, «echte» Flüchtlinge schneller und besser zu integrieren und gleichzeitig den Missbrauch stärker zu bekämpfen.
In der Volksabstimmung vom 9. Juni 2013 wurde in einem Referendum über die Änderung des Asylgesetzes vom 28. September 2012 abgestimmt. Die Änderung beinhaltet weitere Asylrechtsverschärfungen, insbesondere die Abschaffung des Botschaftsverfahrens und den Ausschluss von Wehrdienstverweigerung und Desertion als Asylgrund. Sie wurde mit grosser Mehrheit (78,4 %) angenommen. Im Rahmen des Botschaftsverfahrens hatten von 1980 bis 2012 rund 46'000 Personen in Schweizer Auslandsbotschaften Asyl beantragt, von denen 2600 in der Schweiz Schutz gewährt wurde (ca. 80 Personen pro Jahr). Einen Vorstoss für eine erneute Einführung des Botschaftsasyls lehnte der Ständerat am 15. März 2022 ab.
Eine weitere Reform des Asylrechts wurde im September 2015 vom Parlament angenommen. Dagegen wurde ebenfalls das Referendum ergriffen und die Neuregelung erhielt in der Volksabstimmung vom 5. Juni 2016 die Zustimmung von 66,8 Prozent der Stimmenden.

## Kritik
Kritiker bemängeln, dass im Asylverfahren die Gefahr von Fehlentscheiden bestehe, wie etwa im aufsehenerregenden Fall des Burmesen Stanley Van Tha. Die Europäische Union sah oder sieht die Europäische Menschenrechtskonvention verletzt, was das Eidgenössische Justiz- und Polizeidepartement Ende 2012 bestritt. Unklar ist, wie stark die Ausschlussklauseln (Artikel 32 Absatz 3) zum Zuge kommen; je nach Auslegung widerspricht so der Artikel 32 (worin die Ausweispflicht festgehalten ist) der Menschenrechtskonvention. Weiter werden parteiübergreifend die teilweise langen Verfahrensdauern kritisiert.

## Angebote für geflüchtete Personen
In der Schweiz koordiniert die Schweizerische Flüchtlingshilfe Rechtsberatungsstellen in vielen Kantonen.
Zudem haben evangelikale Kreise eine Beratungsstelle für Geflüchtete eingerichtet, die um ihres christlichen Glaubens willen verfolgt werden.